# Gunsbach
Gunsbach je občina v departmaju Haut-Rhin francoske regije Alzacija.
Leta 2010 je v občini živelo 957 oseb oz. 155 oseb/km².